# 阿弗休克冰川
67°7′S 67°15′W / 67.117°S 67.250°W
阿弗休克冰川是南極洲的冰川，位於葛拉漢地的盧貝海岸，處於阿羅史密斯半島，最終注入舒姆斯基灣，以俄羅斯冰川學家命名。